# Makilingia nigra
Makilingia nigra är en insektsart som beskrevs av Baker 1914. Makilingia nigra ingår i släktet Makilingia och familjen dvärgstritar. Inga underarter finns listade i Catalogue of Life.